# Mettmabecken
Der Mettmastausee bzw. die Mettmatalsperre (Mettmabecken) ist ein Pumpspeicher-Stausee im Tal der Mettma bei Brenden, Gemeinde Ühlingen-Birkendorf, im Südschwarzwald.

## Geographie
Der Mettmastausee liegt im Tal der Mettma auf ca. 717 m ü. NHN. Der nächste Ort ist Brenden (896 m ü. NHN), ein Ortsteil von Ühlingen-Birkendorf, der im Westen auf dem Bergrücken zwischen Mettma und Schwarza liegt. Der Stausee liegt auf dem Gebiet der Gemeinde Ühlingen-Birkendorf.
Auf dem Bergrücken im Osten liegt der Ort Hürrlingen, Gemeinde Ühlingen-Birkendorf.
Von beiden Bergrücken und durch das Tal führen untergeordnete Straßen, die nur bedingt für den Verkehr freigegeben sind, zum Stausee.

## Funktion
Der Mettmastausee ist ein Teil des Pumpspeicher-Netzwerkes der Schluchseewerke AG Laufenburg zwischen dem Schluchsee und Rhein.
Der Stausee bildet im Netzwerk, neben dem Albstausee im Albtal, einen der zwei Seitenarme in Verbindung mit dem Stausee Schwarzabruck (Unterbecken für das Kraftwerk der Oberstufe bzw. Oberbecken der Mittelstufe).

## Technische Merkmale
Das Absperrbauwerk des Mettmastausees ist eine 45 m hohe Gewichtsstaumauer. Das gestaute Wasser wird in der Mittelstufe, im Kraftwerk Witznau, zur Stromerzeugung genutzt. Dessen Nennleistung beträgt 220 MW.